# Língua de sinais checa
A Língua de Sinais checa (em Portugal: Língua Gestual Checa) é a língua de sinais (pt: língua gestual) usada pela comunidade surda da República Checa.